# Joan Mercadal Pons
Joan Mercadal Pons (Maó, 14 de gener de 1855- 20 de febrer de 1931) fou un innovador en tècniques d'Agricultura, Ramaderia i Piscifactoria menorquí, propietari del Palau Mercadal, actual Biblioteca Pública de Maó, així com de diversos llocs de Menorca, com Alcaufar, Mongofre, S'Albufera des Grau, Sa Cudia i Biniarroca. També va ser batlle de Maó en diferents períodes.
Entre les seves aportacions, cal destacar l'intent de cria de Salmó a s'Albufera des Grau, el disseny d'un nou model d'Arada, l'aclimatació als alzinars del Attacus Pernyi, un Cuc de seda d'origen xinès d'alta productivitat en col·laboració amb el naturalista Francesc Cardona i Orfila i la millora de les varietats de patata. En el volum dedicat a Menorca dels textos de Lluís Salvador d'Àustria-Toscana, conegut com s'Arxiduc, explica les diferents varietats de vinya, l'excel·lent qualitat del vi, així com que en el lloc d'Alcaufar es produïa més oli d'oliva que en tota la resta de l'illa. Als diaris de l'època es troben referències freqüents a la riquesa del seu hort de Sa Cala Alcalfar, possessió seva on va contribuir a construir la primera caseta, així com de la plantació de diverses varietats de cítrics i una cabana de diferents tipus d'aviram, o l'intent d'aclimatar l'espart. Els seus estudis es publicaven als opuscles del Centro Agrícola Menorquín.